# Muster-Verwaltungsvorschrift Technische Baubestimmungen
Die Muster-Verwaltungsvorschrift Technische Baubestimmungen (MVV TB) ist eine für das Bauordnungsrecht relevante Veröffentlichung des Deutschen Instituts für Bautechnik (DIBt).
Die Technischen Baubestimmungen konkretisieren die Anforderungen an bauliche Anlagen, z. B. durch Verweise auf Normen und andere technische Regeln oder auf andere Weise. Sie enthalten sowohl technische Regeln für die Planung, Bemessung und Ausführung von Bauwerken als auch für Bauprodukte.
Die MVV TB wurde erstmals in der Ausgabe 2017/1 veröffentlicht, nachdem die Regelungen zu Bauprodukten in der Musterbauordnung umfassend novelliert worden waren.
Die Ausgaben der MVV TB sind auf der Website des DIBt verfügbar. Wichtig ist dabei der Stand der Umsetzung in den Bundesländern.

## Gliederung der MVV TB
Die MVV TB gliedert sich in vier Teile (A–D).
Teile A und B der MVV TB enthalten im Wesentlichen Vorschriften für die Planung, Bemessung und Ausführung von Bauwerken.
Teil A beschreibt die Konkretisierung der Grundanforderungen an Bauwerke nach Anhang 1 der Bauproduktenverordnung (BauPVO) mit Ausnahme der Nachhaltigkeit:
- A 1 – Mechanische Festigkeit und Standsicherheit,
- A 2 – Brandschutz,
- A 3 – Hygiene, Gesundheit und Umweltschutz,
- A 4 – Sicherheit und Barrierefreiheit bei der Nutzung,
- A 5 – Schallschutz und
- A 6 – Wärmeschutz.

In Teil B sind Ergänzungen zu Abschnitt A aufgeführt, die für Bauteile und Sonderkonstruktionen zu beachten sind.
In Teil C sind die Regelungen für die Verwendung von Bauprodukten zusammengestellt, die nicht die CE-Kennzeichnung nach Bauproduktenverordnung tragen und somit national geregelt sind. Zudem enthält dieser Teil Festlegungen zu Bauprodukten und Bauarten, für die ein allgemeines bauaufsichtliches Prüfzeugnis (abP) vorgesehen ist. Im Wesentlichen handelt es sich hier um die Überführung der ehemaligen Bauregelliste A Teile 1 bis 3.
Teil D listet Bauprodukte auf, für die kein bauaufsichtlicher Verwendbarkeitsnachweis erforderlich ist. Die Liste hat jedoch nur klarstellenden Charakter und erhebt keinen Anspruch auf Vollständigkeit. Ferner enthält dieser Teil Regelungen zu freiwilligen Herstellerangaben.

## Umsetzung in Landesrecht
In Deutschland dienen die Musterbauordnung (MBO) und die Muster-Verwaltungsvorschrift Technische Baubestimmungen (MVV TB) als Vorlage für die entsprechenden Landesbauordnungen bzw. Landesverwaltungsvorschriften Technische Baubestimmungen.
Das heißt, die als Muster bezeichneten Vorschriften entfalten keine unmittelbare Geltung, sondern müssen zunächst in Landesrecht umgesetzt werden.
Im Fall der Musterbauordnung erfolgt die Umsetzung durch die Länder im Rahmen der 16 Landesbauordnungen.
Im Fall der MVV TB verweisen inzwischen einige Bundesländer dynamisch auf das Muster des DIBt. Andere überführen das Muster – ggf. mit Änderungen und Anpassungen – in eine Landesverwaltungsvorschrift.

## Hintergründe zur Einführung der MVV TB 2017/1
Mit der MBO Fassung 2002; geändert durch Beschluss der Bauministerkonferenz am 13. Mai 2016 sowie der Veröffentlichung der MVV TB am 31. August 2017 erfuhr das System bzgl. der Verwendung von Bauprodukten und Anwendung von Bauarten in Deutschland eine gravierende Neuordnung.
Die MBO 2016 und die MVV TB 2017 greifen die Grundanforderungen an Bauwerke der europäischen Bauproduktenverordnung (BauPVO) auf und setzen im Rahmen der Umsetzung des Urteils des Europäischen Gerichtshofes (in der Rechtssache C-100/13 vom 16. Oktober 2014) auf eine deutlichere Abgrenzung von Anforderungen an die Bauwerkssicherheit zu Anforderungen an Bauprodukte. Damit verbunden ist auch eine deutlichere Differenzierung von Bauprodukten und Bauarten in:
- Bauprodukte und Bausätze mit CE-Kennzeichnung („europäische Bauprodukte“),
- nationale Bauprodukte und
- (nationale) Bauarten.

Mit dem Einfügen von „§16a Bauarten“ beinhaltet die MBO-Novelle von 2016 eine Neuregelung der Bauarten; sie ist nun in den zweiten Abschnitt („Allgemeine Anforderungen an die Bauausführung“) der MBO eingeordnet worden und zielt damit eindeutig auf die Anforderungen der Bauwerkssicherheit ab.
Ein weiteres Kernstück der Novellierung ist der neue § 85a Technische Baubestimmungen der MBO, der eine Ermächtigungsgrundlage darstellt für den Erlass von Technischen Baubestimmungen als Verwaltungsvorschrift. Damit soll deren Rechtsnatur klargestellt werden. Bei den Landesverwaltungsvorschriften Technische Baubestimmungen handelt es sich demnach jeweils um eine „normkonkretisierende Verwaltungsvorschrift“.
Die MVV TB führt die vormaligen Listen der Technischen Baubestimmungen sowie die Bauregellisten in einem Dokument zusammen und löst diese ab.